# Cecidomyia oleariae
Cecidomyia oleariae är en tvåvingeart som först beskrevs av William Miles Maskell 1889.  Cecidomyia oleariae ingår i släktet Cecidomyia och familjen gallmyggor. Inga underarter finns listade i Catalogue of Life.